# Velimir Zajec
Velimir Zajec (né le 12 février 1956 à Zagreb) est un footballeur croate, défenseur, meneur de jeu et capitaine de l'équipe de Yougoslavie dans les années 1970-80. Il est devenu entraîneur.

## Palmarès

### En tant que joueur
- Dinamo Zagreb 
  - Champion de Yougoslavie en 1982.
  - Vainqueur de la Coupe de Yougoslavie en 1980 et 1983.
- Panathinaïkos 
  - Champion de Grèce en 1986.
  - Vainqueur de la Coupe de Grèce en 1986 et 1988.
- Yougoslavie 
  - 36 sélections et 1 but entre 1977 et 1985.
  - Participation à la Coupe du monde 1982 (3 matchs) et à l'Euro 1984 (3 matchs) en tant que capitaine.
  - Vainqueur du Championnat d'Europe espoirs en 1978.

### En tant qu'entraîneur
- Croatia Zagreb 
  - Champion de Croatie en 1999.